# Pisco (ciudad)
Pisco es una ciudad peruana, capital del distrito y la provincia homónimos en el departamento de Ica. Está situada a 230 km al sudeste de Lima a orillas del océano Pacífico, al sur de la desembocadura del río Pisco. Tenía una población estimada de 104 656 habitantes en 2015.
La ciudad comprende tanto el pueblo, conocido como Pisco-Pueblo como el puerto y el malecón, conocidos como "Pisco-Playa". Actualmente cuenta con actividad industrial desmotadora de algodón y algunas otras industrias relacionadas con la harina y aceite de pescado, textiles, chocolates, guano de las islas, etc.
Su puerto, agricultura e industria vitivinícola y del pisco destacan desde los primeros años del período colonial. Esta ciudad peruana aparece en los primeros mapas conocidos del siglo XVI.

## Historia
Pisco, nombre quechua que significa "pájaro", es un lugar que se encontraba dentro del territorio de las culturas prehispánicas Paracas y Nazca, incluso hacia el 1000 a. C. se produjo el primer asentamiento sedentario debido a las ingentes riquezas marinas que los antiguos habitantes recogían. En ese sentido, sus vestigios culturales e históricos son amplios. 
Con el establecimiento del virreinato del Perú, el puerto de Pisco sirvió como punto de salida del azogue de Huancavelica y del pisco que se producía en los valles cercanos. 
Durante el gobierno del virrey del Perú Pedro de Toledo y Leiva, marqués de Mancera, Pisco fue fundada como "villa", bajo el nombre de "Villa de San Clemente de Mancera", aunque popularmente fue siempre conocida como "Villa de Pisco". Era un antiguo asiento indígena relacionado con la extracción de guano de las islas, muy apreciado como fertilizante en el Perú prehispánico. 
En Pisco había cinco iglesias, de la Compañía y San Juan de Dios. Fue muy poblada hasta 1685, en que la saqueó un pirata inglés, quedando también muy maltratada en el año 1687... abundan las viñas, a pesar de lo arenoso e infecundo del terreno crecen las cepas en muchos parajes con la sola humedad interior de la tierra... provee a Lima de sus vinos y destilados de uva y conduce algunos a Panamá, Guayaquil y varias provincias de la sierra.
Pisco fue víctima del ataque de los piratas Clerck y David; además, en 1687, un terremoto y el maremoto que se produjo a continuación, la destruyó. Entonces el virrey Melchor Antonio Portocarrero Lazo de la Vega, la trasladó a su actual emplazamiento, refundándola en 1689 como "Villa de Nuestra Señora de la Concordia de Pisco".

### Independencia del Perú
En 1820, arribó a Pisco la Expedición Libertadora al mando de José de San Martín y Bernardo O'Higgins Riquelme, desembarcando en la bahía de Paracas, lugar donde se creó la primera bandera y el primer escudo nacional del Perú. En consideración a lo anterior, en 1832, tras un acuerdo de la Junta Departamental de Lima en orden a que la Villa de Pisco recibiera el título de "Villa y Puerto de la Independencia», el Congreso del Perú dispuso por ley que ésta se denominaría «Villa y Puerto de la Independencia», haciendo extensivo tal calificativo tanto al pueblo, como a la población ribereña. En 1868 la "villa de Pisco" fue designada capital de la nueva provincia de Chincha y en 1898 fue elevada al rango de "ciudad".
Al respecto, en 1947, el historiador pisqueño Mamerto Castillo Negrón expresó que Pisco había recibido en su historia dos agregados que hacían honores justos a su merecimiento: primero que era "Villa y Puerto de la Independencia" y, segundo, el reconocimiento como capital de provincia.

### Historia reciente

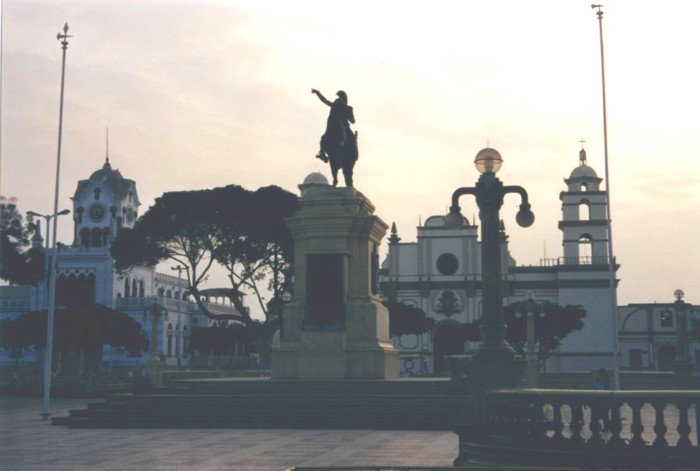
Vista de la plaza Mayor de Pisco con la antigua iglesia de San Clemente antes del terremoto de 2007.

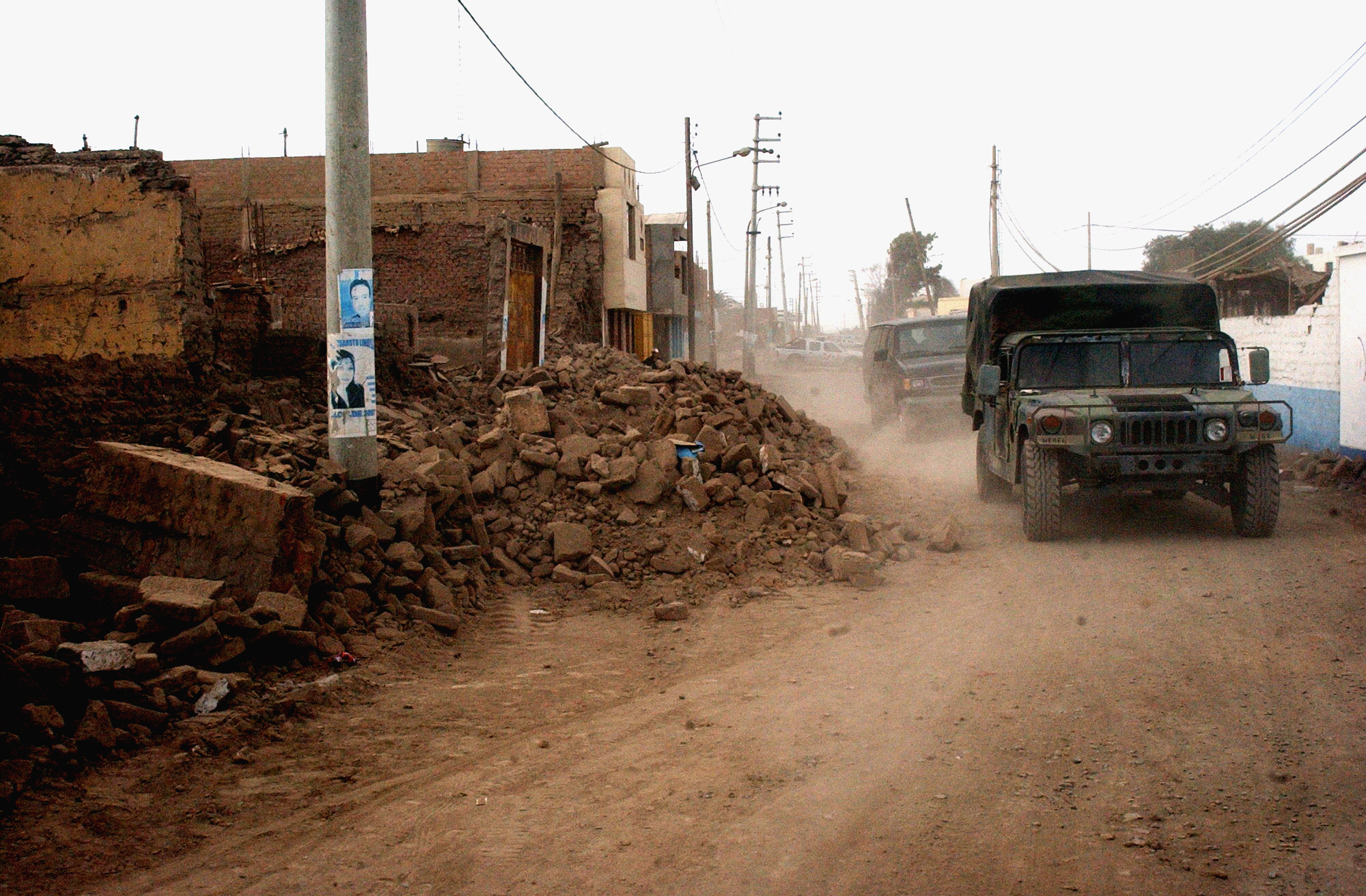
Pisco fue afectada por un terremoto en el 2007.

El 15 de agosto de 2007 la ciudad fue sacudida a las 18:40 por un fuerte terremoto de magnitud 8.0 en la escala Magnitud Momento que dejó en ruinas el 70% de la ciudad, en la que murieron 596 personas, 42 desaparecidos y 16.000 casas fueron destruidas según cifras del INDECI (Instituto Nacional de Defensa Civil).

## Clima
Pisco tiene un clima templado-cálido, desértico y húmedo, típico de la costa central peruana. De acuerdo a la clasificación climática de Köppen, Pisco tiene un clima desértico cálido.
En los meses de verano (diciembre a abril) los días son mayormente soleados, llegando a picos máximos de 30 grados de temperatura entre febrero y marzo. Durante el invierno (junio a octubre) presenta días con neblina y temperatura fresca, sin embargo es más agradable que el invierno de Lima ya que a menudo sale el sol haciendo más agradable el tiempo. Varias veces al año se producen los denominados "vientos Paracas" que alcanzan velocidades de más de 70 km/h en varias localidades y hacen caer aún más la temperatura, presentándose mayormente durante los meses de invierno.
A diferencia de Lima, tanto Pisco como Paracas tienen cielos más despejados durante todo el año, haciéndolos un destino preferido de turismo durante los meses grises del invierno limeño, especialmente Pacasmayo por los hoteles y resorts que cuenta en la playa.
| Parámetros climáticos promedio de Pisco | Parámetros climáticos promedio de Pisco | Parámetros climáticos promedio de Pisco | Parámetros climáticos promedio de Pisco | Parámetros climáticos promedio de Pisco | Parámetros climáticos promedio de Pisco | Parámetros climáticos promedio de Pisco | Parámetros climáticos promedio de Pisco | Parámetros climáticos promedio de Pisco | Parámetros climáticos promedio de Pisco | Parámetros climáticos promedio de Pisco | Parámetros climáticos promedio de Pisco | Parámetros climáticos promedio de Pisco | Parámetros climáticos promedio de Pisco |
| Mes                                     | Ene.                                    | Feb.                                    | Mar.                                    | Abr.                                    | May.                                    | Jun.                                    | Jul.                                    | Ago.                                    | Sep.                                    | Oct.                                    | Nov.                                    | Dic.                                    | Anual                                   |
| --------------------------------------- | --------------------------------------- | --------------------------------------- | --------------------------------------- | --------------------------------------- | --------------------------------------- | --------------------------------------- | --------------------------------------- | --------------------------------------- | --------------------------------------- | --------------------------------------- | --------------------------------------- | --------------------------------------- | --------------------------------------- |
| Temp. máx. media (°C)                   | 26.9                                    | 28.7                                    | 28.6                                    | 26.7                                    | 23.1                                    | 21.2                                    | 20.2                                    | 20.4                                    | 21.0                                    | 22.0                                    | 23.2                                    | 25.2                                    | 23.7                                    |
| Temp. media (°C)                        | 22.2                                    | 23                                      | 22.8                                    | 21.1                                    | 18.8                                    | 17.1                                    | 16.4                                    | 16.2                                    | 16.8                                    | 17.6                                    | 18.7                                    | 20.5                                    | 19.3                                    |
| Temp. mín. media (°C)                   | 18.7                                    | 19.5                                    | 19.0                                    | 17.4                                    | 15.2                                    | 13.8                                    | 13.1                                    | 12.9                                    | 13.3                                    | 14.2                                    | 15.4                                    | 17.1                                    | 15.8                                    |
| Lluvias (mm)                            | 0.2                                     | 0.1                                     | 0.2                                     | 0.0                                     | 0.0                                     | 0.1                                     | 0.1                                     | 0.3                                     | 0.2                                     | 0.2                                     | 0.1                                     | 0,0                                     | 1.5                                     |
| Horas de sol                            | 195                                     | 185                                     | 210                                     | 210                                     | 160                                     | 85                                      | 80                                      | 80                                      | 90                                      | 130                                     | 155                                     | 185                                     | 1765                                    |
| Fuente n.º 1: World Climate             |                                         |                                         |                                         |                                         |                                         |                                         |                                         |                                         |                                         |                                         |                                         |                                         |                                         |
| Fuente n.º 2: climate-data.org          |                                         |                                         |                                         |                                         |                                         |                                         |                                         |                                         |                                         |                                         |                                         |                                         |                                         |

## Distritos
La Ciudad de Pisco esta Divida en 4 distritos y tiene una Población de 143 163 habitantes al año 2020, según el INEI.
| Pos   | Distrito         | Población 2020 |
| ----- | ---------------- | -------------- |
| 1     | Pisco            | 78 636         |
| 2     | San Andrés       | 15 995         |
| 3     | San Clemente     | 28 904         |
| 4     | Tupac Amaru Inca | 19 628         |
| Total | Total            | 143 163        |

## Destinos turísticos en Pisco

### Paracas

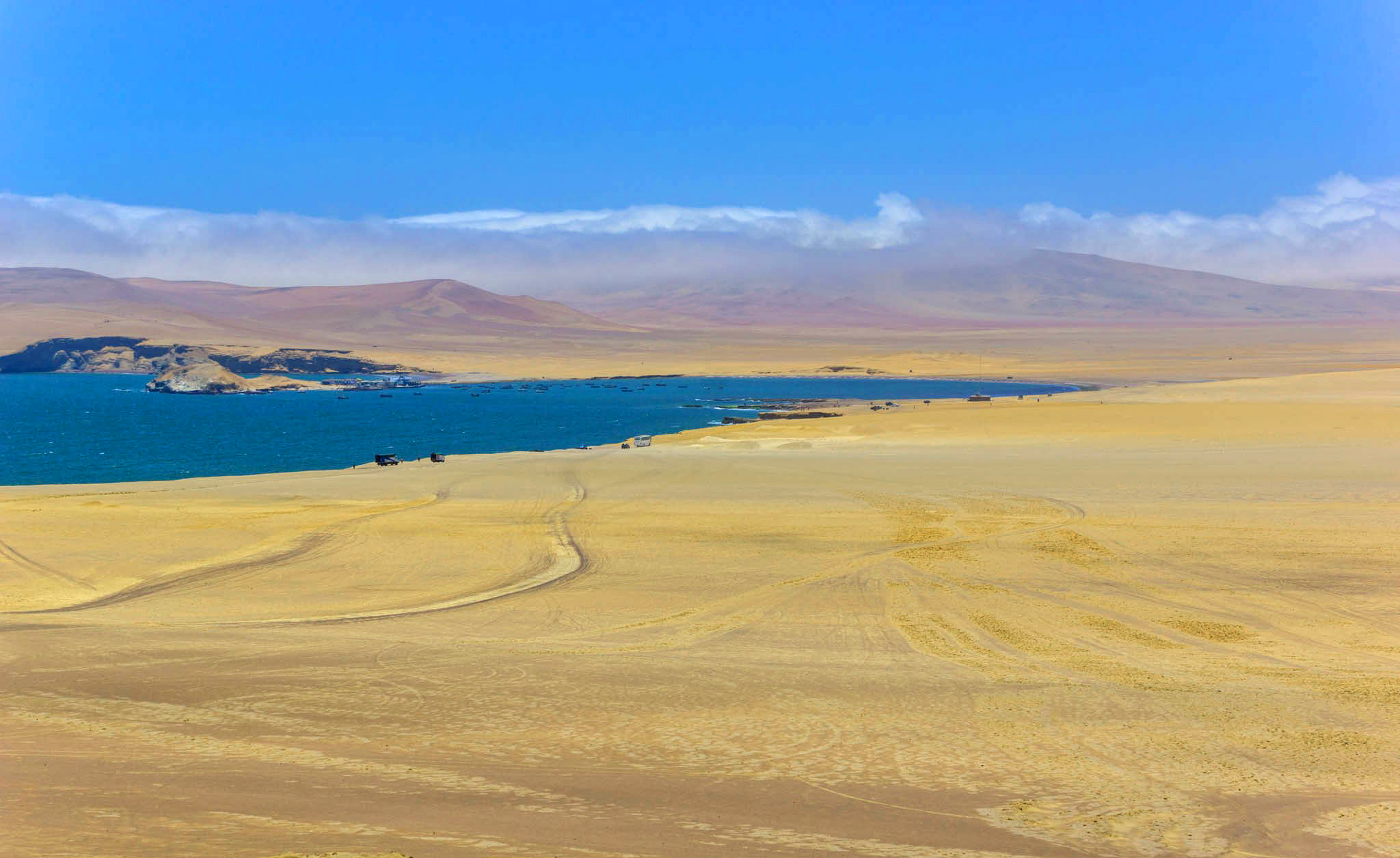
Reserva nacional de Paracas.

Su cercanía a la Reserva nacional de Paracas convierte a la ciudad de Pisco en un punto de partida para expediciones tanto a la Reserva como a su litoral, en el que destacan las islas Ballestas.

### Islas Ballestas

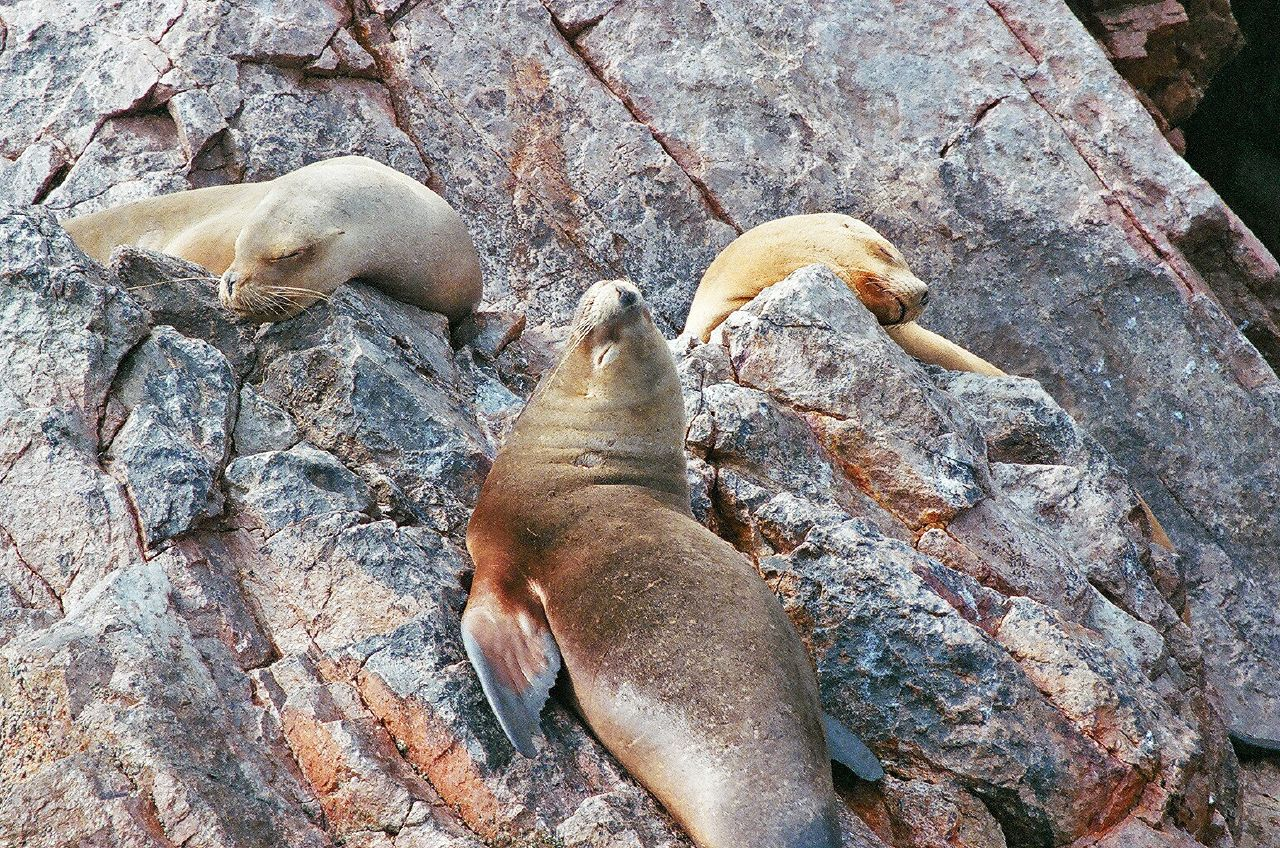
Lobos de mar en las Islas Ballestas.

Las islas Ballestas se constituyen en el refugio de lobos marinos y diversas aves. El circuito al lugar se realiza en botes, lo que permite apreciar a estas especies en su medio ambiente de forma segura.

### La Catedral
Formación rocosa causada por la erosión marina. La forma cóncava de su estructura, que hace recordar cúpulas catedralicias, le dieron su nombre. Quedó seriamente dañada a consecuencia del terremoto sufrido el 15 de agosto de 2007(destruida).

### El Candelabro

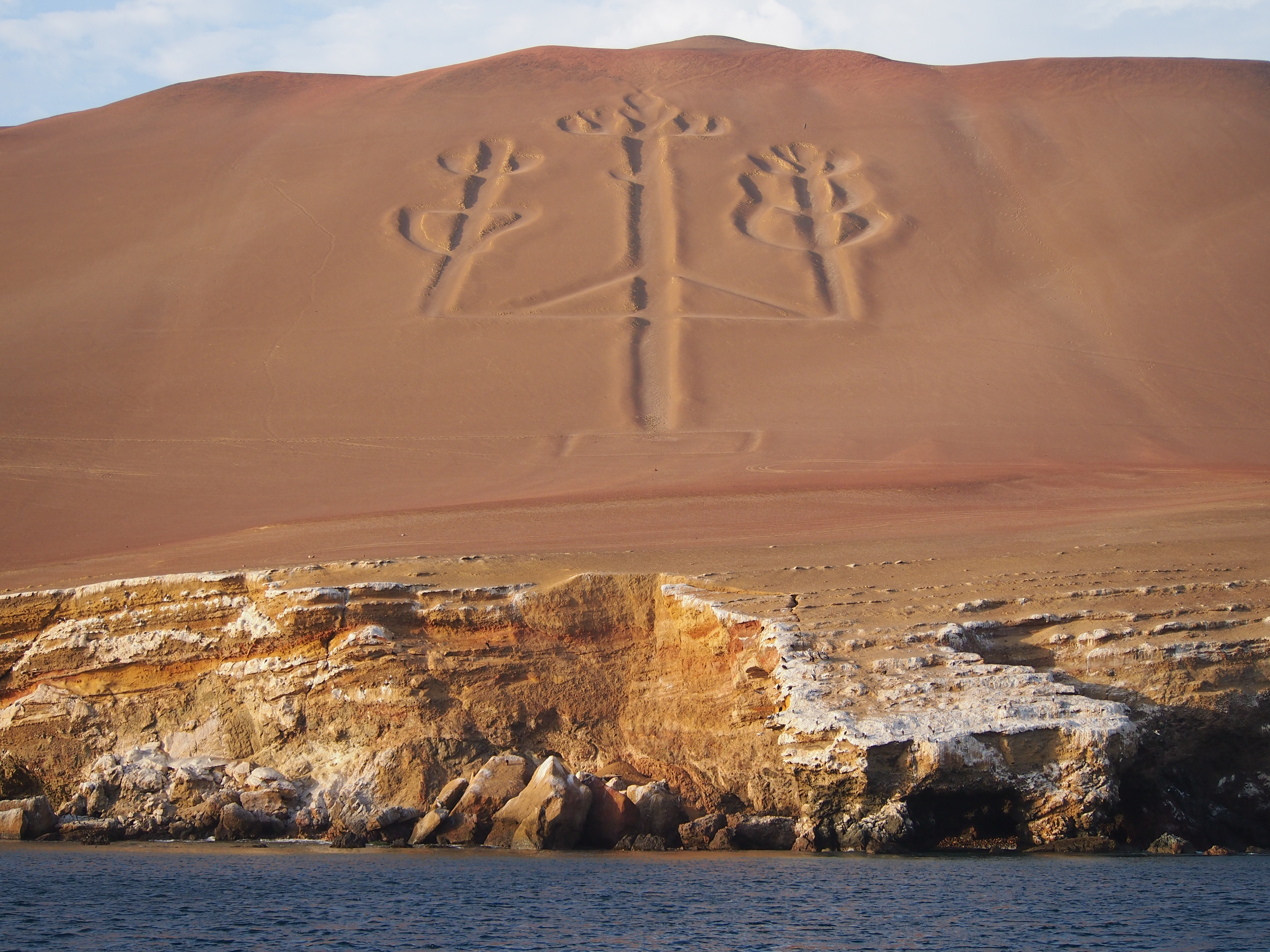
Candelabro de Paracas.

Geoglifo. Sus grandes dimensiones y su diseño sobre la arena permiten distinguir una relación con las líneas y geoglifos de Nasca y de Pampas de Jumana. Su origen es aún un misterio, una teoría señala que fue realizado por José de San Martín, interpretando que se trata de un símbolo de la masonería y otra que es una señal para los navegantes.

### Tambo Colorado

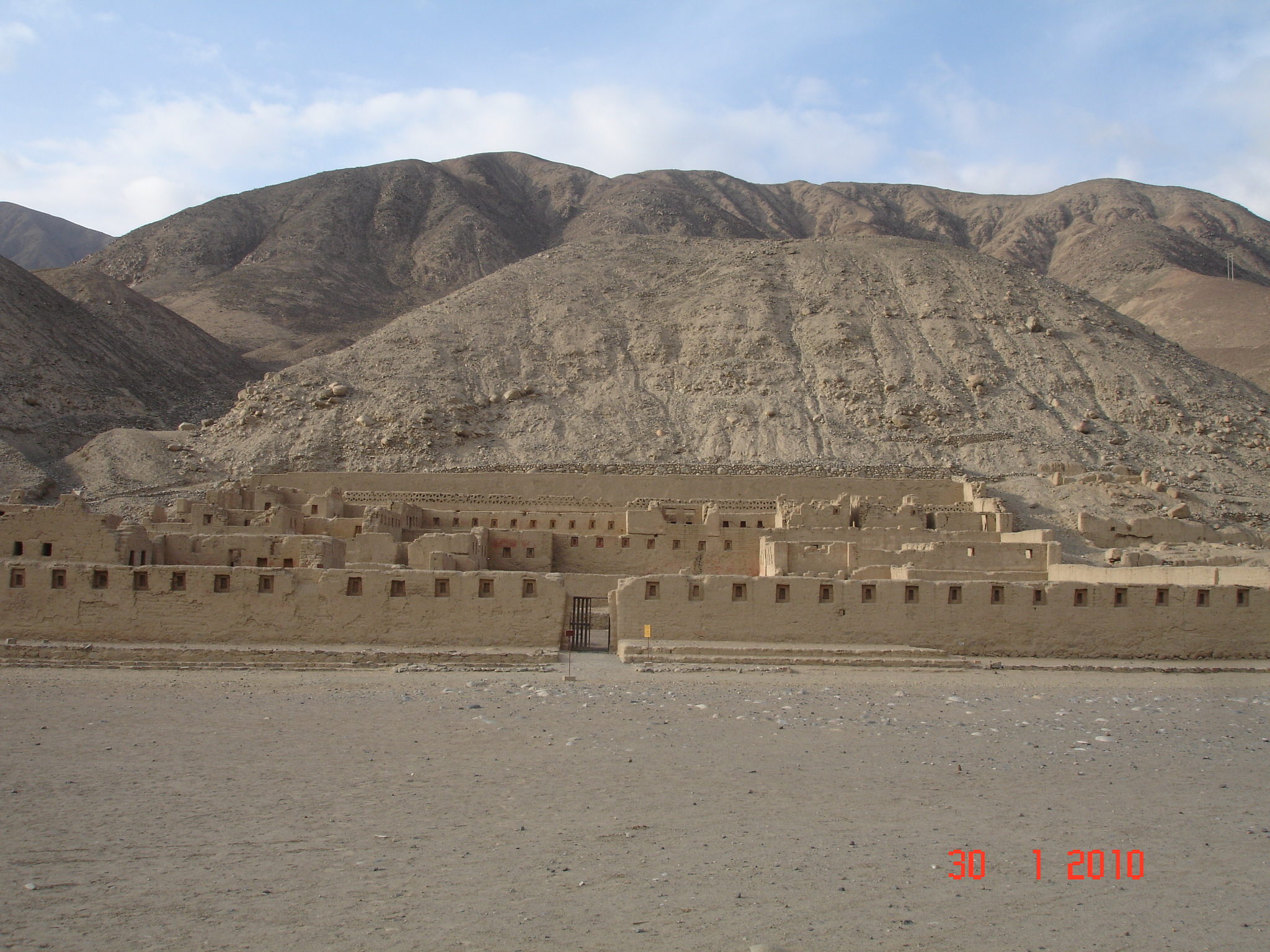
Tambo Colorado.

Es posible visitar los restos arqueológicos de Tambo Colorado, centro urbano Inca bien conservado, los que se encuentran a media hora de la ciudad de Pisco en la carretera hacia Ayacucho o "Vía de Los Libertadores".
Fue un asentamiento Inca (1450) ubicado en la provincia de Pisco, valle del mismo nombre, en la margen oriental, en una rinconada formada por los cerros de las inmediaciones del pueblo de Humay. Es uno de los sitios arqueológicos mejor conservados del Perú, típicamente Tahuantinsuyo en su trazo y diseño arquitectónico. Presenta la singularidad de estar construido en adobe, como ejemplo de la adaptación de los arquitectos e ingenieros de la sierra al nuevo ambiente costeño que empezaban a conquistar.[cita requerida]

#### Sectores de Tambo Colorado
Tambo Colorado, también conocido como Pucallacta o Pucahuasi (de puca, rojo en quechua); está dividido en tres grandes sectores, norte, centro y sur, separados por el camino que baja de la sierra hacia la costa y una gran plaza trapezoidal, que posee un Ushno, pequeña plataforma donde el Inca en persona dirigía las festividades más importantes del Tahuantinsuyo.
Desde la cima de esta pequeñísima pirámide se divisa con mucha claridad gran parte del amplio y fértil valle que se extiende camino al mar. 
El sector norte es un gran edificio construido apoyado en la falda de un cerro, con un solo acceso, de paredes y ángulos rectos; se organiza en torno a un gran patio, rodeado de cerca de 30 recintos, midiendo 100 metros de frente por 150 de profundidad. A ambos lados se construyeron sendos edificios, más pequeños. Los muros están pintados con los colores rojo, amarillo y blanco, decorados con hornacinas y vanos trapezoidales, además de frisos decorativos. En algunos lugares se pueden encontrar evidencias de postes de madera de huarango que sostenían los techos de paja. Los vanos de acceso son trapezoidales, de "doble jamba", adorno solo usado en edificios de gran importancia, como el Coricancha y Machu Picchu.
Este sitio fue construido durante las guerra que los incas sostuvieron contra las naciones de la costa, esto es, a mediados del siglo XV, probablemente durante el gobierno de Pachacútec.

### Plaza de Armas

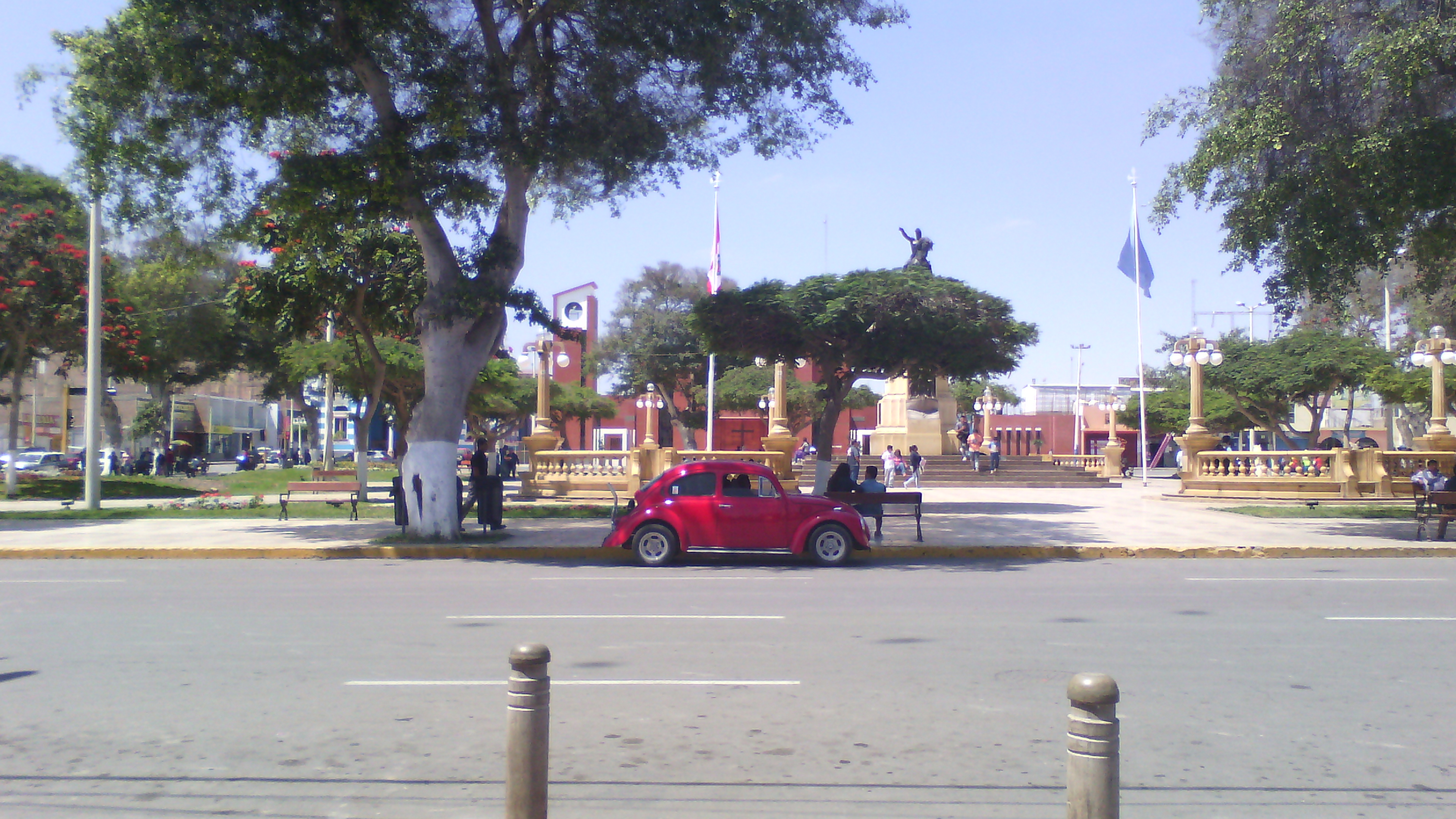
Plaza de Armas.

La plaza de armas de pisco es uno de los lugares más importantes de la ciudad ya que ahí se encuentra el Banco de la Nación, el banco BBVA, Interbank, etc. Además, ahí se encuentra la iglesia San Clemente, que fue reconstruida tras el terremoto de 2007. También se encuentra la PNP y la SUNAT.

## Transportes

### Aeropuerto Internacional de Pisco

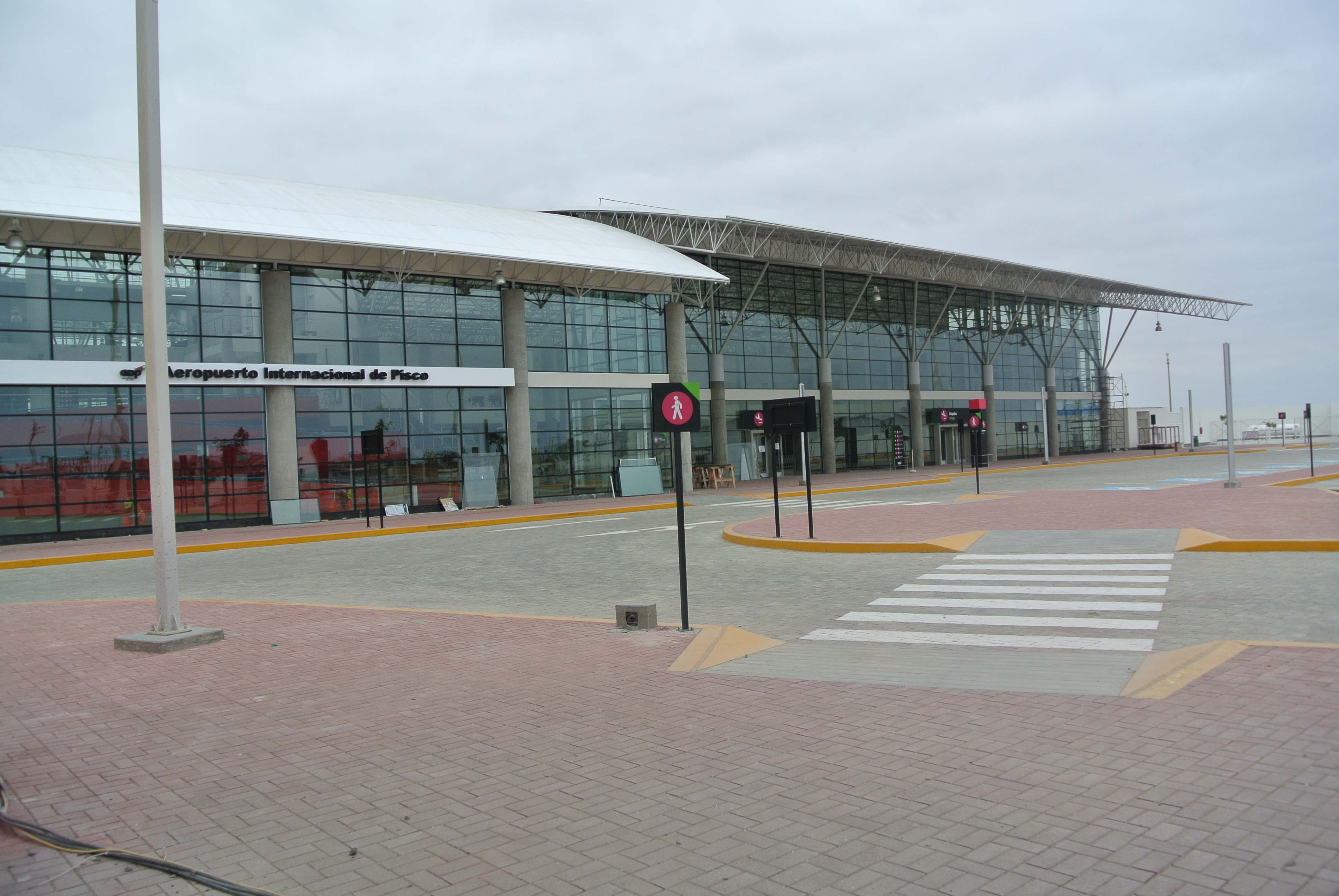
Aeropuerto de Pisco.

El Aeropuerto Capitán FAP Renán Elías Olivera está ubicado en el distrito de San Andrés. Es utilizado mayormente para vuelos no regulares hacia las Líneas de Nasca, vuelos de instrucción civil y vuelos militares, particularmente de la Fuerza Aérea del Perú. También es usado como aeropuerto alterno para los vuelos que no pueden aterrizar en el Aeropuerto Internacional Jorge Chávez (Lima).

### Puerto de Pisco
La actividad portuaria del Terminal Portuario General San Martín tiene gran importancia en las actividades pesqueras y agroindustriales, industria metalúrgica y minera de la zona. Los productos que moviliza están relacionados con el desarrollo socioeconómico de los departamentos de Ica, Ayacucho, Huancavelica y el norte de Arequipa.
Por su cercanía al Terminal Portuario del Callao se proyecta como Terminal complementario de atraque, ante requerimientos ocasionales de embarcaciones con carga destinada a la capital de la República.

## Deportes

### Fútbol
Al igual que el resto del país, el deporte más practicado en la ciudad es el fútbol, 
| Clubes de Fútbol  |                         |                            |           |
| Equipo            | Fundación               | Estadio                    | Liga      |
| Sport Pisco       | 03 de noviembre de 1906 | Teobaldo Pinillos Olaechea | Copa Perú |
| Sport Bolognesi   | 21 de noviembre de 1920 | Teobaldo Pinillos Olaechea | Copa Perú |
| Alianza Pisco     | 26 de enero de 1923     | Teobaldo Pinillos Olaechea | Copa Perú |
| Atlético Pisqueño | 25 de diciembre de 1930 | Teobaldo Pinillos Olaechea | Copa Perú |

### Escenarios deportivos
El principal recinto deportivo para la práctica del fútbol es el Estadio Teobaldo Pinillos Olaechea, propiedad del Municipalidad Provincial es el recinto donde los equipos Pisqueños juega sus partidos de local y cuenta con una capacidad para 3000 espectadores.

## Ciudades hermanas
- Rosario, Argentina
- Puerto Madryn, Argentina[17]
- Santa Fe, Argentina[18]
- Tequila (Jalisco), México[19][20]
- Jerez de la Frontera, España
- Cognac, Francia
- Kōbe, Japón